# Poniec
Poniec (deutsch Punitz) ist eine Stadt und Sitz der gleichnamigen Stadt- und Landgemeinde in Polen. Der Ort liegt im Powiat  Gostyński der Wojewodschaft Großpolen.

## Geschichte
Am 7. November 1704 kam es hier zur Schlacht bei Punitz.

## Gemeinde
Zur Stadt- und Landgemeinde Poniec gehören 19 Ortsteile (deutsche Namen bis 1945) mit einem Schulzenamt:
| - Poniec (Punitz) - Bączylas (Baczylas, 1939–1945 Tiefenfeld) - Bogdanki - Czarkowo (1939–1945 Zaubern) - Drzewce (1939–1945 Driebs) - Dzięczyna (Dzieczyna, 1939–1943 Fürstenfelde, 1943–1945 Fürstenfeld (Kr. Gostingen)) - Grodzisko (1939–1945 Klein Grätz) - Janiszewo (1939–1945 Jänisch) - Łęka Mała (1939–1945 Klein Lanke) - Łęka Wielka (1939–1945 Groß Lanke) | - Miechcin (1939–1945 Mexe) - Rokosowo (1939–1945 Schönwegen) - Sarbinowo (Sarbinowo, 1939–1945 Sarben) - Szurkowo (1939–1945 Schurren) - Śmiłowo (Smilowo,1939–1945 Sandrode) - Teodozewo - Waszkowo (Waschke) - Wydawy - Zawada - Żytowiecko (Seide) |

Weitere Ortschaften der Gemeinde sind Franciszkowo, Dzięczynka, Maciejewo, Kopanie und Włostki.